# Borkhausenia minutella

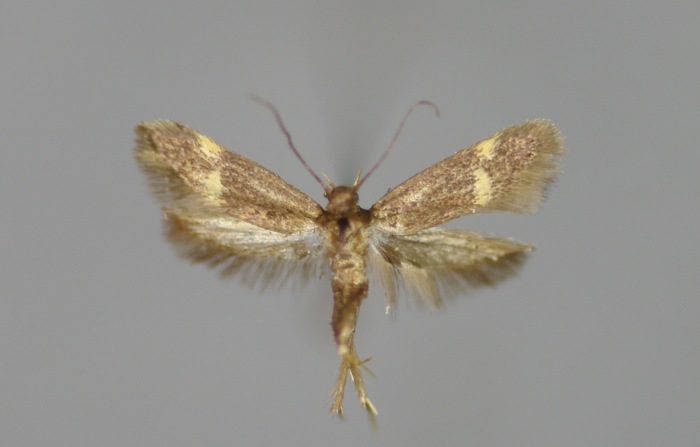
Präparat mit gespannten Flügeln

Borkhausenia minutella ist ein Schmetterling aus der Familie der Faulholzmotten (Oecophoridae). 

## Merkmale
Die Flügelspannweite beträgt zwischen 10 und 14 Millimetern. Die braunen Vorderflügel weisen im hinteren Drittel zwei blassgelbe Flecke auf. Die Hinterflügel sind bräunlich-grau.

## Vorkommen
Die Art ist in der westlichen Paläarktis heimisch. Sie ist in Europa weit verbreitet. Ihr Vorkommen reicht von Fennoskandinavien im Norden bis auf die Iberische Halbinsel, in den Mittelmeerraum sowie in den Nahen Osten im Süden. In Großbritannien galt die Art seit Mitte der 1960er Jahre als ausgestorben. Ende der 2010er Jahre gab es in Südost-England wieder einzelne Sichtungen der Art. In Mitteleuropa ist der Bestand rückläufig.

## Lebensweise
Die Raupen ernähren sich von modernden Pflanzenteilen sowie von Samen. Die Raupen überwintern. Die Schmetterlinge beobachtet man in den Monaten Mai und Juni, insbesondere an Wohngebäuden und Stallungen. 